# La donna che ti vuole bene/Tua
La donna che ti vuole bene/Tua è un singolo della cantante italiana Wilma De Angelis pubblicato nel 1976 dalla casa discografica Spark.

## Descrizione
Il brano Tua è stato portato in gara al Festival di Sanremo 1959 da Jula De Palma in coppia con Tonina Torrielli e si è classificato 4º in classifica.
Wilma De Angelis in precedenza aveva già inciso il brano nel 1959.
Nel 1976 ha riproposto una nuova versione del brano.

## Tracce
1. La donna che ti vuole bene (Di Gualtiero Malgoni e Virca)
2. Tua (Di Bruno Pallesi e Gualtiero Malgoni)